# هاکان چالهان‌اوغلو
هاکان چالهان‌اوغلو یا خاقان چالخان‌اوغلو (ترکی استانبولی: Hakan Çalhanoğlu؛ زادهٔ ۸ فوریهٔ ۱۹۹۴) بازیکن فوتبال اهل ترکیه است که برای باشگاه فوتبال اینتر میلان در پست هافبک بازی می‌کند.
هاکان چالهان‌اوغلو در آلمان متولد شد ولی تصمیم گرفت که نماینده ترکیه در سطح بین‌المللی باشد.

## افتخارات

### باشگاهی
اینترمیلان
- سری آ(۱): ۲۴–۲۰۲۳
- جام حذفی فوتبال ایتالیا(۲): ۲۲–۲۰۲۱، ۲۳–۲۰۲۲
- سوپر جام فوتبال ایتالیا(۳): ۲۰۲۱، ۲۰۲۲، ۲۰۲۳
- لیگ قهرمانان اروپا: ۲۳–۲۰۲۲، ۲۵–۲۰۲۴ (نایب‌قهرمان)

### فردی
- بهترین بازیکن سال ترکیه: ۲۰۲۱
- بهترین هافبک سری آ(۱): ۲۴–۲۰۲۳
- ترکیب منتخب سری آ(۱): ۲۴–۲۰۲۳

## آمار ملی

### بازی‌های ملی
تا تاریخ ۲ جولای ۲۰۲۵
| ترکیه | ترکیه | ترکیه | ترکیه |
| سال   | بازی  | گل    |       |
| ----- | ----- | ----- | ----- |
| ۲۰۱۳  | ۱     | ۰     |       |
| ۲۰۱۴  | ۴     | ۰     |       |
| ۲۰۱۵  | ۱۰    | ۴     |       |
| ۲۰۱۶  | ۱۱    | ۴     |       |
| ۲۰۱۷  | ۵     | ۰     |       |
| ۲۰۱۸  | ۷     | ۱     |       |
| ۲۰۱۹  | ۹     | ۱     |       |
| ۲۰۲۰  | ۵     | ۱     |       |
| ۲۰۲۱  | ۱۴    | ۳     |       |
| ۲۰۲۲  | ۸     | ۳     |       |
| ۲۰۲۳  | ۹     | ۰     |       |
| ۲۰۲۴  | ۱۲    | ۳     |       |
| ۲۰۲۵  | ۲     | ۲     |       |
| مجموع | ۹۷    | ۲۱    |       |

### گل‌های ملی
| شماره | تاریخ           | میزبان      | بازی ملی | حریف       | نتیجه | رقابت                         |
| ----- | --------------- | ----------- | -------- | ---------- | ----- | ----------------------------- |
| ۱     | ۳۱ مارس ۲۰۱۵    | لوکزامبورگ  | ۷        | لوکزامبورگ | ۲–۱   | دوستانه                       |
| ۲     | ۸ ژوئن ۲۰۱۵     | استانبول    | ۸        | بلغارستان  | ۴–۰   | دوستانه                       |
| ۳     | ۸ ژوئن ۲۰۱۵     | استانبول    | ۸        | بلغارستان  | ۴–۰   | دوستانه                       |
| ۴     | ۱۰ اکتبر ۲۰۱۵   | پراگ        | ۱۲       | چک         | ۲–۰   | مقدماتی جام ملت‌های اروپا ۲۰۱۶ |
| ۵     | ۲۹ مارس ۲۰۱۶    | وین         | ۱۶       | اتریش      | ۲–۱   | دوستانه                       |
| ۶     | ۲۲ مه ۲۰۱۶      | منچستر      | ۱۷       | انگلستان   | ۱–۲   | دوستانه                       |
| ۷     | ۵ سپتامبر ۲۰۱۶  | زاگرب       | ۲۳       | کرواسی     | ۱–۱   | مقدماتی جام جهانی ۲۰۱۸        |
| ۸     | ۶ اکتبر ۲۰۱۶    | قونیه       | ۲۴       | اوکراین    | ۲–۲   | مقدماتی جام جهانی ۲۰۱۸        |
| ۹     | ۱۰ سپتامبر ۲۰۱۸ | سولنا       | ۳۵       | سوئد       | ۳–۲   | لیگ ملت‌های اروپا ۱۹–۲۰۱۸      |
| ۱۰    | ۲۲ مارس ۲۰۱۹    | اشکودر      | ۳۹       | آلبانی     | ۲–۰   | مقدماتی جام ملت‌های اروپا ۲۰۲۰ |
| ۱۱    | ۱۴ اکتبر ۲۰۲۰   | استانبول    | ۵۰       | صربستان    | ۲–۲   | لیگ ملت‌های اروپا ۲۱–۲۰۲۰      |
| ۱۲    | ۲۴ مارس ۲۰۲۱    | استانبول    | ۵۳       | هلند       | ۴–۲   | مقدماتی جام جهانی ۲۰۲۲        |
| ۱۳    | ۳۰ مارس ۲۰۲۱    | استانبول    | ۵۵       | لتونی      | ۳–۳   | مقدماتی جام جهانی ۲۰۲۲        |
| ۱۴    | ۴ سپتامبر ۲۰۲۱  | جبل الطارق  | ۶۱       | جبل طارق   | ۳–۰   | مقدماتی جام جهانی ۲۰۲۲        |
| ۱۵    | ۱۱ ژوئن ۲۰۲۲    | لوکزامبورگ  | ۷۱       | لوکزامبورگ | ۲–۰   | لیگ ملت‌های اروپا ۲۳–۲۰۲۲      |
| ۱۶    | ۱۴ ژوئن ۲۰۲۲    | ازمیر       | ۷۲       | لیتوانی    | ۲–۰   | لیگ ملت‌های اروپا ۲۳–۲۰۲۲      |
| ۱۷    | ۱۹ نوامبر ۲۰۲۲  | غازی عینتاب | ۷۴       | چک         | ۲–۱   | دوستانه                       |
| ۱۸    | ۲۶ مارس ۲۰۲۴    | وین         | ۸۴       | اتریش      | ۰–۶   | دوستانه                       |
| ۱۹    | ۲۶ ژوئن ۲۰۲۴    | هامبورگ     | ۸۹       | چک         | ۲–۱   | جام ملت های اروپا ۲۰۲۴        |
| ۲۰    | ۱۵ اکتبر ۲۰۲۴   | ریکیاویک    | ۹۴       | ایسلند     | ۴–۲   | لیگ ملت‌های اروپا ۲۵–۲۰۲۴      |
| ۲۱    | ۲۳ مارس ۲۰۲۵    | بوداپست     | ۹۷       | مجارستان   | ۳–۰   | لیگ ملت‌های اروپا ۲۵–۲۰۲۴      |